# Distretto di Wanli (Nuova Taipei)
Il distretto di Wanli (萬里區S, Wànlǐ QūP) è un distretto della municipalità di Nuova Taipei, situata a Taiwan.